# Cherem
Il cherem (o ḥērem, in ebraico חרם) è un anatema.

## NellaMishnah
Viene originariamente teorizzato in Deuteronomio, 20.10-20, all'interno delle regole di guerra dettate da Yahweh stesso al suo popolo. Si trattava di un voto allo sterminio di alcune popolazioni pagane.
Nel versetto successivo, il Signore offre anche la motivazione di questo agire:
Il cherem è ripreso anche nei 613 precetti ebraici (613 mitzvòt). In particolare il mitzvòt 231 prescrive:
(Lev. 27:28)

## Significato contemporaneo
Il significato odierno di cherem è molto più blando di quanto teorizzato nel Deuteronomio: con il termine si intende il più alto grado di censura nella comunità giudaica; è la totale esclusione di una persona dalla comunità ed è simile alla scomunica della Chiesa cattolica.
Il caso forse più noto di cherem è quello pronunciato dalla comunità ebraica di Amsterdam contro Baruch Spinoza il 27 luglio 1656, a causa delle presunte derive libertine del suo pensiero (dal 1652 aveva frequentato la scuola latina di Van den Enden, dov'era entrato in contatto con diversi liberi pensatori, che lo avevano influenzato). La formula realmente pronunciata, abbastanza lunga e complessa, è comunque più succinta della schammatha riprodotta in traduzione francese nella Vie de Benoît de Spinoza di Jean Colerus (1706).
La guerra civile spagnola, assieme al franchismo che gli succedette, sono considerati da alcuni la realizzazione dell'anatema che i rabbini ebrei lanciarono contro la Spagna nel 1492, quando, terminata la reconquista la regina Isabella di Castiglia cacciò tutti gli ebrei sefarditi dalle proprie terre. Joseph Roth, nel suo Ebrei erranti del 1927, dice:
E, nell'edizione del 1936: